# Diktatūra
Diktatūra (« La dictature ») est un groupe de rock / hard rock / metal de Lituanie. Le groupe a lancé son premier album en 1996 et chante généralement sur des sujets comme la mère-patrie, l'honneur, la guerre, la tradition et culture lituanienne et le patriotisme.